# طوابع البريد المؤقتة في الولايات المتحدة
الطابع المؤقت في الولايات المتحدة أو طوابع بريد الولايات المتحدة الأمريكية المؤقتة
حسب القانون الصادر في 3 مارس 1845، قام كونغرس الولايات المتحدة بتوحيد أسعار البريد في جميع أنحاء البلاد عند 5 سنتات للرسالة ذات الوزن العادي التي تنقل حتى 300 ميل، و10 سنتات للرسالة التي تنقل بين 300 و3000 ميل، على أن تدخل هذه الأسعار حيز التنفيذ في 1 يوليو 1845.
في بريطانيا العظمى، اعتمد هذا التوحيد كمقدمة ضرورية لإصدار أول طوابع بريد لاصقة في العالم في مايو 1840، لاستخدامها في الدفع المسبق للبريد. (قبل هذا التوحيد، كانت الأسعار البريدية العديدة المختلفة في الولايات القضائية المختلفة تجعل الرسوم غير قابلة للتنبؤ بها بحيث لا يمكن التنبؤ بها بحيث لا يمكن دفع جميع الرسائل مسبقاً بالطوابع البريدية بشكل طبيعي، ونتيجة لذلك كان متلقو الرسائل - وليس المرسلون - يدفعون عموماً رسوم البريد عليها). ومن الواضح أن توحيد بريطانيا هو الذي دفع الكونغرس الأمريكي إلى القيام بالمثل في عام 1845؛ ولكن في حين أن النسخ الأولية من قانون 3 مارس تناولت أيضاً إمكانية إصدار طوابع بريدية، فإن القانون الذي سُنَّ أخيراً لم يخول مكتب البريد الأمريكي القيام بذلك.
غير أن مديري البريد المحليين أدركوا الآن أن الأسعار الموحدة جعلت من الناحية العملية بالنسبة لهم إصدار طوابع بريدية خاصة بهم للدفع المسبق للبريد؛ وبين عامي 1845 و1847 تم بيع طوابع البريد المؤقتة هذه في إحدى عشرة بلدية في الولايات المتحدة. كانت أول الطوابع المؤقتة التي صدرت هي طوابع نيويورك وبالتيمور، التي ظهرت في 14 و15 يوليو 1845؛ وظهرت إصدارات نيو هافن وسانت لويس في وقت لاحق من ذلك العام. ويبدو أن جميع البلديات السبع المتبقية قد أصدرت طوابعها في عام 1846. فيما يلي أمثلة على الإصدارات المؤقتة الأحد عشر:
|  |  |  |  |

|  |  |  |  |  |

|  |  |  |